# Museu Paulista

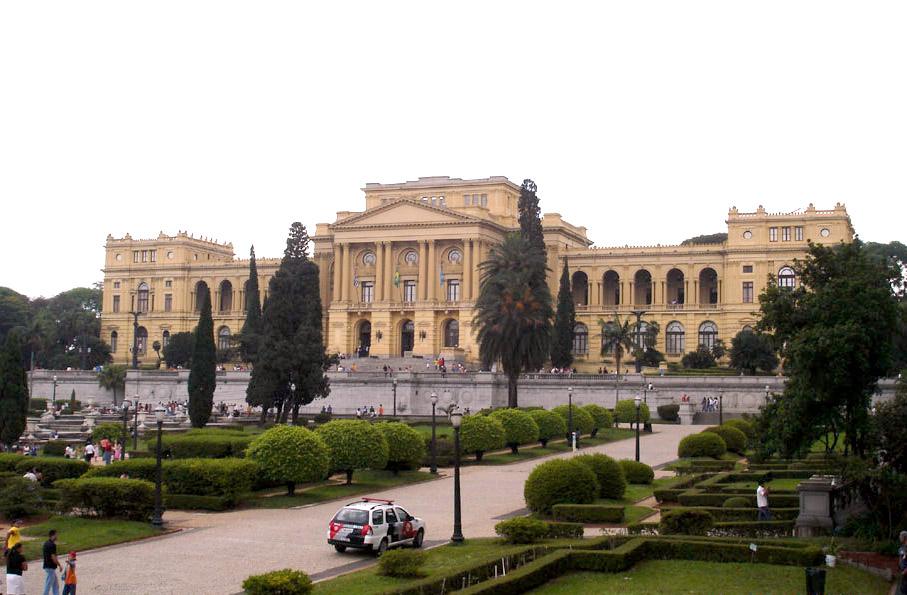
Museu Paulista

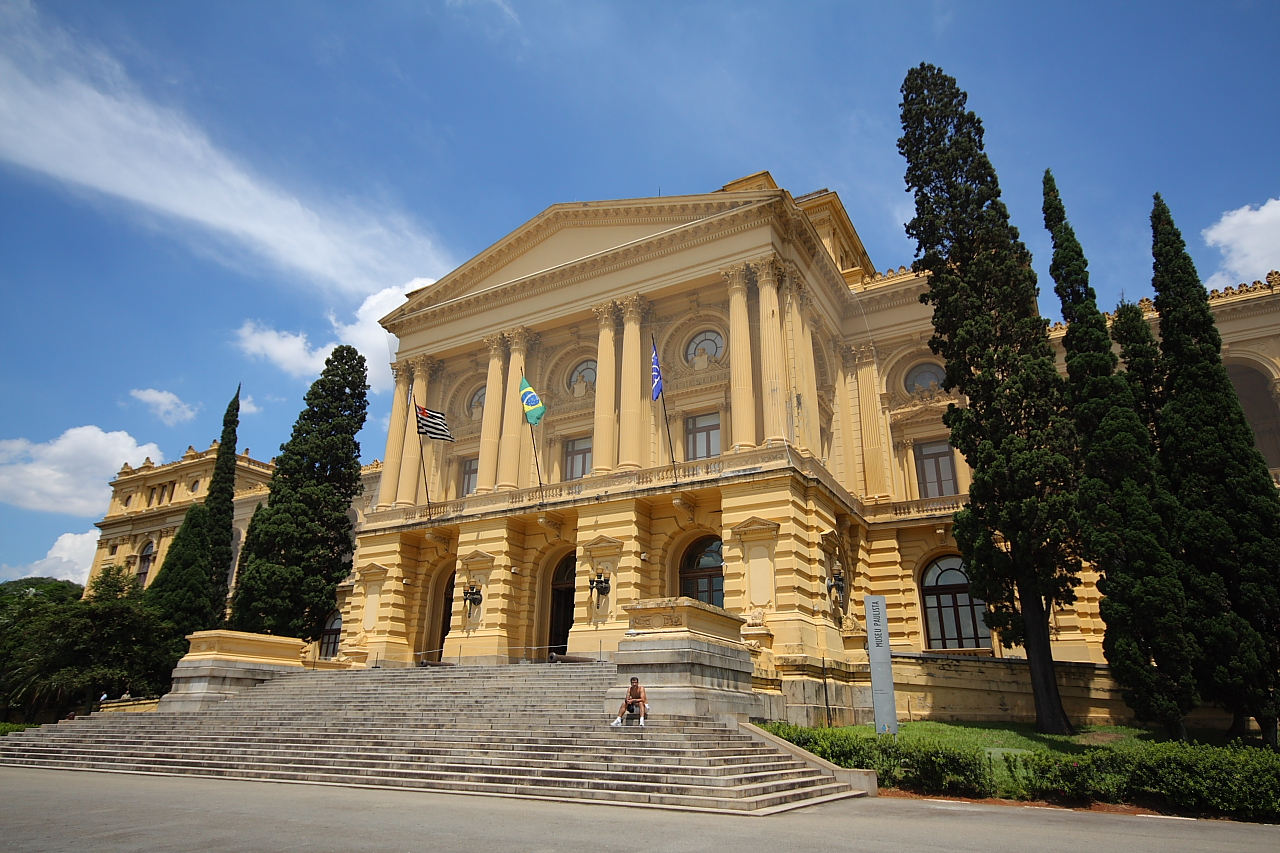
Museu Paulista

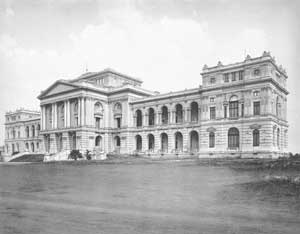
Museu do Ipiranga im Jahre 1902, Photo von Guilherme Gaensly.

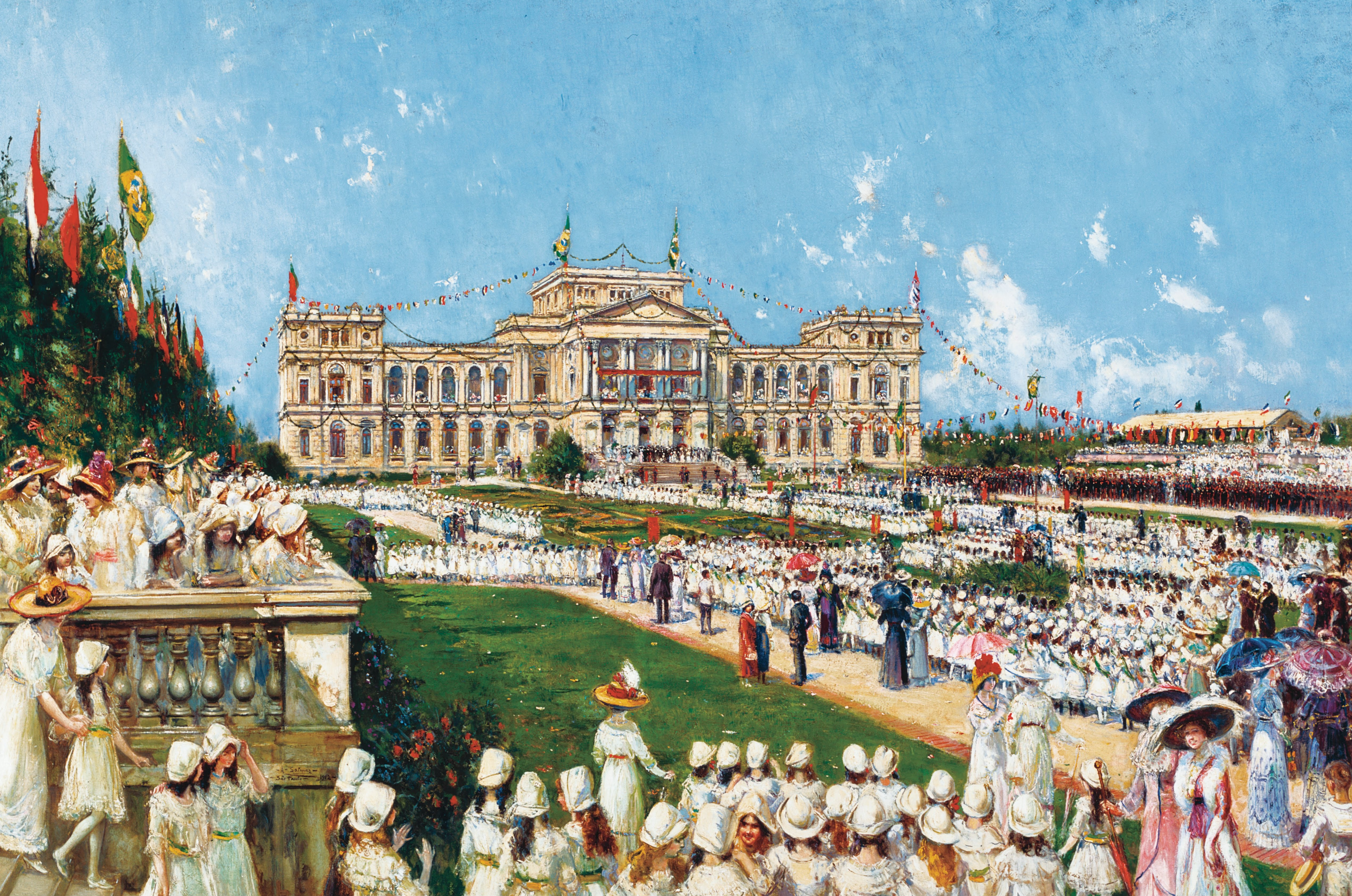
Das Museum im Jahre 1912

Das Museu Paulista (Museu do Ipiranga, Museu Paulista da Universidade de São Paulo) ist ein Museum in der brasilianischen Stadt São Paulo.

## Geschichte
Das Museum wurde als Denkmal an die Unabhängigkeit Brasiliens vom italienischen Ingenieur Tommaso Gaudenzio Bezzi, dessen Entwurf von 1881 drei Jahre später durch die Provinzregierung angenommen wurde, geplant und zwischen 1885 und 1889 vom ebenfalls italienischen Architekten Luigi Pucci errichtet. Bei dem Bauwerk handelt es sich um einen Palastbau im neoklassischen (eklektistischen) Stil, der nach dem vereinfachten Idealmodell eines Renaissance-Palastes gestaltet ist. Ein eleganter, mit Portiken versehener Zentralbau mit zwei großen Seitenflügeln charakterisieren das Gebäude. Die Gesamtlänge der Fassade beträgt 123 Meter. Der realisierte Bau entspricht nicht dem ursprünglichen, im Museum ausgestellten Modell. Dieses sah einen zusätzlichen Abschlusstrakt an jeder Seite vor.
Es ist anzunehmen, dass praktisch die gesamte Baumannschaft aus Italienern bestand (die an vielen anderen Großprojekten jener Zeit in São Paulo beteiligt waren), da die Brasilianer, die zu der Zeit immer noch in traditioneller Schilfrohrtechnik bauten, wahrscheinlich nicht genügend Fachkräfte zur Realisierung eines solchen Monumentalbaus aus Stein hätten zusammenziehen können.
1889 wurde der Bau für beendet erklärt, obwohl die Freitreppe und die Eingangshalle noch nicht fertiggestellt waren, weil die notwendigen Materialien nicht rechtzeitig aus Italien eingetroffen waren. Diese werden wenig später fertiggestellt.
Das Museum zeigt mit einem Fundus von 125.000 Objekten eine völkerkundlich-historische Ausstellung über Brasilien und insbesondere eine Abteilung zur Geschichte São Paulos, die u. a. ein Modell der Stadt im Jahre 1841 besitzt. Das Museum gehört zur Universität von São Paulo und ist als Forschungs- und Lehrbetrieb sehr aktiv. Den ursprünglichen Grundstein der Sammlung bildet das Inventar des ehemaligen Muséu Sertório, welches dem Obersten Joaquim Sertório gehörte, und von Francisco de Paula Mayrinck 1890 als Geschenk an den Staat São Paulo von diesem erworben wurde. Das Museu Paulista als Institution wurde 1893 durch ein Gesetz ins Leben gerufen, und die Sammlung Sertório wurde daraufhin 1894 in den Museumspalast verbracht.
Die feierliche Eröffnung des Museu Paulista fand am 7. September 1895 statt. Erster Direktor war der deutsche Naturforscher Hermann von Ihering, der maßgeblich am Aufbau des Museums mitwirkte.
Im Laufe der Jahre wurde der Palastbau mit weiteren dekorativen Elementen versehen. Namentlich wurden zwei aus der Hand des italienischen Bildhauers Luigi Brizzolara stammende große Statuen der Bandeirantes António Raposo Tavares und Fernão Dias Paes aufgestellt.